# Tricolor TV
 (juillet 2011).
Le contenu est difficilement compréhensible vu les erreurs de traduction, qui sont peut-être dues à l'utilisation d'un logiciel de traduction automatique.

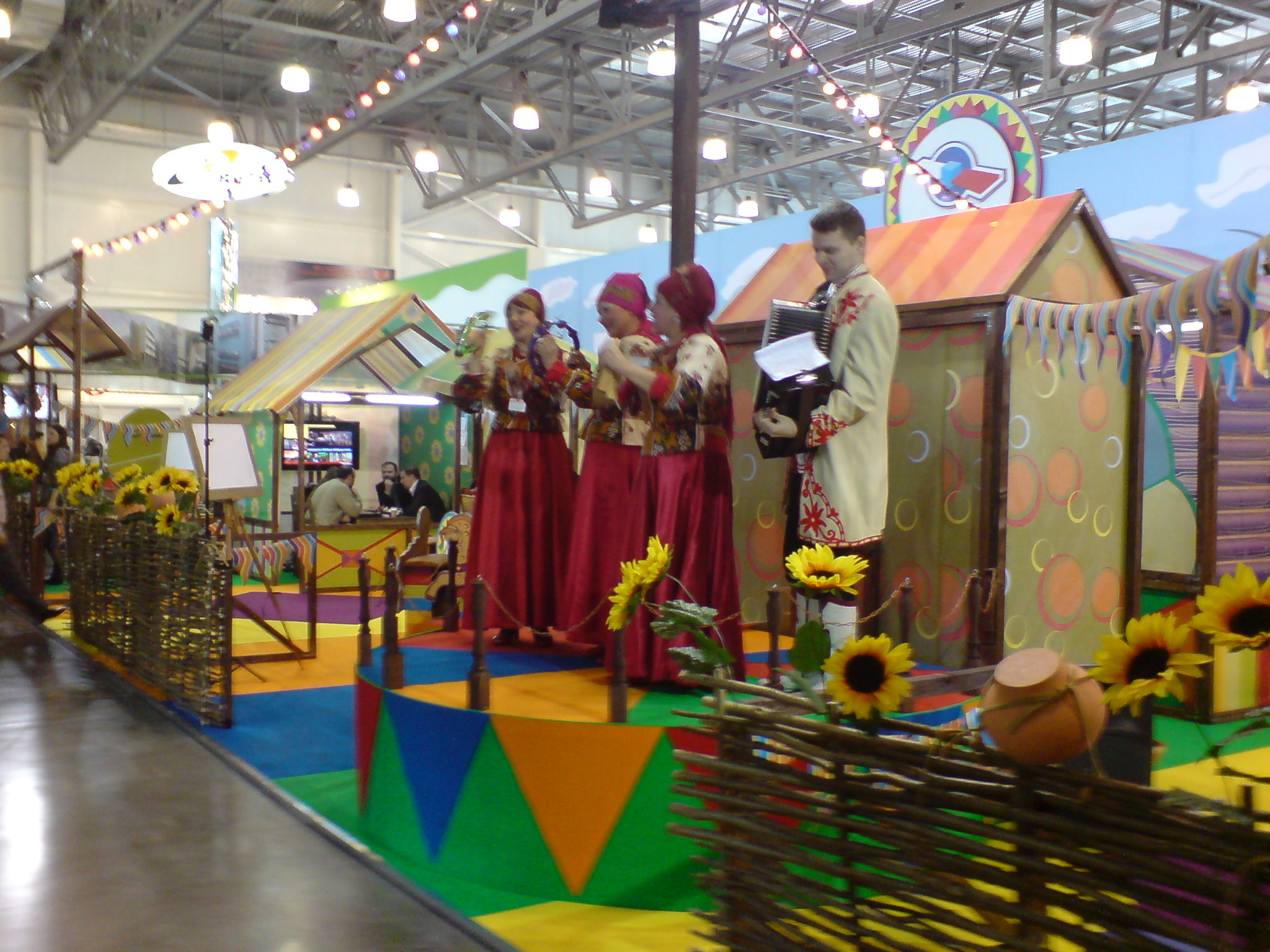
Stand de Tricolor TV au salon CSTB-2009

ZAO «Natsionalnaya sputnikovaya kompaniya» (marque «Tricolor TV») — est l'opérateur de télévision par satellite russe le plus répandu. Il effectue la diffusion sur le territoire européen de la Russie par les satellites Eutelsat W4 et Eutelsat W7 (36º est), et sur la Sibérie et une partie de l’Extrême-Orient par un satellite Bonum-1 (56º est).

## Histoire
« 
L’idée du projet est basée sur ce qu’aujourd’hui en Russie il y a une grande inégalité dans l’accès aux émissions de TV. Dans les grandes villes avec plus de 500 000 habitants, presque partout les antennes de TV diffusent 15 canaux au minimum. Mais à 20 km de cette antenne, l'image est dégradée, à 30 km, il y a de grands problèmes de réception, et à 50 km, on peut oublier la TV analogique. [Voilà] les chiffres qui m’avaient épouvanté. 50 millions de personnes en Russie ne peuvent recevoir que 5 programmes de télévision ou moins, et souvent en basse qualité. Plus de 20 millions de personnes ne regardent qu’un programme, la qualité du deuxième étant trop mauvaise. »
— Dmitry Volobuev, premier directeur exécutive de NSK.«Pas de paiement d’abonnement!», TéléSputnik, 11 novembre 2005 (consulté le 24 septembre 2010)
- Octobre 2005 — création de la compagnie.
- La nuit du 1er octobre 2005, la diffusion de test par satellite Eutelsat W4 commence [1].
- Le 12 novembre 2005 — début de la diffusion ordinaire de «Tricolor TV» sur le territoire européen de la Russie (chaînes «Rossiya», «Kultura», «REN TV», «DTV», «TV3»).
- Le 30 mai 2006 — NSK annonce que ce projet a 150 000 nouveaux abonnés, le nombre total de téléspectateurs est de 450 000 personnes[2].
- Le 7 février 2007 — le nombre de téléspectateurs de « Tricolor TV » est de 500 000 personnes[3].
- Le 2 mai 2007 — introduction de bouquet «Optimum» comportant les cinq blocs à deux chaînes (« Pour les enfants », « Cinéma », « Sport », « Cognitif », « Comédie »)[4].
- Le 1er mars 2008 — début de diffusion de « Tricolor TV» en Sibérie par satellite «Bonum-1».
- Le 7 juillet 2009 — le nombre de téléspectateurs de « Tricolor TV » est de 5 millions de personnes[5].
- Le 15 septembre 2009 — NSK et Gazprom-Média Holding ont conclu un accord de partenariat stratégique, selon cet accord Gazprom-Média Holding acquiert un contrôle de «Tricolor TV».
- Le 18 janvier 2010 — le nombre de téléspectateurs de « Tricolor TV » est de 6 millions de personnes[6].
- Le 1er février 2010 — lancement du service « Tricolor-Internet »[7].
- Le 1er février 2010 — début de diffusion du bouquet en mode MPEG-4[8].
- Le 17 décembre 2010 — le début de diffusion en Sibérie de deux chaînes en mode HDTV : Télévoyages HD et HD Life.
- Dès le 1er avril 2011 la NSK prend chez la Compagnie de télécommunication par satellite russe «Connexion cosmique» les 4 transpondeurs d’EutelsatW7 : un pour la radio (plus de 100 de stations), deux pour les canaux régionaux en mode MPEG4 (aujourd’hui seulement les 5, 64 au maximum). Ils comptent sur les canaux régionaux pour augmenter les ventes de Tricolor TV dans les régions correspondantes de 30 %[9].

### Problèmes des cartes à puce de12esérie
- Le 1er juin 2010 d’après une version officielle de NSK a eu lieu une attaque de hackers contre les serveurs de la compagnie, qui a occasionné une coupure de masse des abonnés qui utilisaient les cartes d’accès de 12e série[10],[11].
- Le 8 juin 2010 à la conférence des dealers de «Tricolor TV» à Rostov-sur-le-Don, Vyatcheslav Mordatchev a annoncé que la compagnie n’y a pas participé[12].
- Le 10 juin 2010 la compagnie a lancé une action d’échange des cartes à puce cassées, mais cet échange n’était pas gratuit[13].

Il y a plusieurs versions. D’après une version, la NSK a compté une base réelle d’abonnés qui regardaient les canaux des bouquets payants de «Tricolor TV», c’est-à-dire une base réelle d’abonnés de la compagnie. Les autres causes plus banales : la réinitialisation ratée du logiciel de l’opérateur et la panne de l’équipement. Mais aucune de ces versions n’étaient confirmée, démenties ou basée sur les données admissibles.
D’après les données officielles, plus de 25 000 abonnés étaient touchés, mais les forums spécialisés parlent de «centaines de milliers» de personnes touchées.

### Acquisition par la holding «Gazprom-Média»
Le 15 septembre 2009, la holding «Gazprom-Média» a signé un accord sur l’acquisition de NSK. Les compagnies ont signé un accord sur un partenariat stratégique selon lequel les bases d’abonnés seront unies et une partie de services et des chaînes de «NTV-Plus» seront accessibles aux abonnés de «Tricolor TV». Cette affaire a intéressé un Service Fédéral Anti monopole, car «Gazprom-Média» réunit maintenant 97 % de téléspectateurs de la télévision par satellite.
Mais en août 2010, lors de l’interview par ComNews d'Aleksandr Nikiforov, l'attaché de presse de «Tricolor TV», celui-ci a annoncé que la holding n’avait pas acquis le bloc de contrôle de la compagnie. Vyatcheslav Mordatchev, directeur général de NSK, a certifié que le délai de validité du mémorandum à l’intention de « Gazprom-Média » n'avait pas expiré. Les acteurs du marché de la télévision par satellite lient ces difficultés d’affaire aux problèmes de calcul sûr de la base d’abonnés de «Tricolor TV». Le manager exécutif d’un des réseaux de diffusion croit que le nombre réel d’abonnés est inférieur de 20-25 %, et il varie selon la saison. Pour le moment il n’y a pas de commentaires des parties au sujet de cette affaire.
Le 11 août 2010 le journal «Vedomosti» a annoncé que l’affaire était près d'être accomplie. Mais il n’est pas clair comment va se passer la réorganisation : on dit que l’acquéreur n’est pas «Gazprom-Média», mais le concurrent de «Tricolor TV» «NTV-Plus», et que «Tricolor TV» sera lié à «NTV-Plus».
Le 27 décembre 2013, Disney au travers de sa filiale russe signe un contrat avec Tricolor TV pour diffuser des films et des séries sur la plateforme russe SuperKino HD.
En mars 2022, dans le contexte de la guerre menée par la Russie en Ukraine, le Comité Denis Diderot lance une pétition, signée par une cinquantaine de personnalités universitaires et professionnelles et par les membres de l'autorité de régulation ukrainienne, National Council for Radio and Television Brodcasting, demandant que l'Union européenne et l'EUTELSAT IGO prennent des sanctions contre les plates-formes NTV Plus et Trikolor, accusées de diffuser les chaînes proches du Kremlin et contenant de la propagande de guerre et d'avoir interrompu la diffusion de 8 chaînes internationales d'information.

## Fréquences de diffusion de «Tricolor TV»
Le 10 septembre 2010,,:
| Satellite            | Fréquence | Polarisation | Vitesse | FEC | Qualité |
| -------------------- | --------- | ------------ | ------- | --- | ------- |
| Eutelsat W4 à 36,0°E | 11 727    | gauche       | 27 500  | 3/4 | MPEG-4  |
| Eutelsat W4 à 36,0°E | 12 111    | gauche       | 27 500  | 3/4 | MPEG-2  |
| Eutelsat W4 à 36,0°E | 12 190    | gauche       | 20 000  | 3/4 | MPEG-2  |
| Eutelsat W4 à 36,0°E | 12 226    | gauche       | 27 500  | 3/4 | MPEG-2  |
| Eutelsat W4 à 36,0°E | 12 303    | gauche       | 27 500  | 3/4 | MPEG-2  |
| Eutelsat W4 à 36,0°E | 12 207    | droite       | 27 500  | 3/4 | MPEG-4  |
| Eutelsat W4 à 36,0°E | 12 360    | droite       | 27 500  | 3/4 | MPEG-2  |
| Eutelsat W7 à 36,0°E | 11 804    | gauche       | 27 500  | 3/4 | MPEG-4  |
| Eutelsat W7 à 36,0°E | 11 881    | gauche       | 27 500  | 3/4 | MPEG-2  |
| Bonum-1 à 56,0°E     | 12 226    | gauche       | 27 500  | 3/4 | MPEG-4  |
| Bonum-1 à 56,0°E     | 12 380    | gauche       | 27 500  | 3/4 | MPEG-4  |
| Bonum-1 à 56,0°E     | 12 456    | gauche       | 27 500  | 3/4 | MPEG-4  |
| Bonum-1 à 56,0°E     | 12 303    | gauche       | 27 500  | 3/4 | MPEG-4  |

## Équipement de réception

### Version officielle
Pour regarder les chaînes il est nécessaire d’avoir un kit d’équipement fourni par la compagnie. Le kit comprend une antenne de diamètre 55 cm (parfois 60 cm) à tête universelle, un câble, un décodeur à base DRE-Crypt (de Digi Raum Electronics ou General Satellite) et une carte «Start» pour activer le récepteur et le bouquet Optimum (en cas de modèle GS-8300 — carte d’accès d’abonnement).
La liste des récepteurs par satellite recommandés en ordre chronologique:
- DRE-4000;
- DRE-5000;
- DRE-7300;
- DRS-5001;
- GS-7300;
- DRS-5003;
- GS-8300;
- GS-8300M;
- GS-8300N;
- GS-8304.
- GS B522

On peut acheter un kit de module CAM «DIGI RAUM DRE MP4» et de «carte Tricolor», pour n’importe quel récepteur.

### Version non officielle
S’il y a une carte d’accès on peut utiliser n’importe quel récepteur avec DRE-Crypt et MPEG-4 (ou récepteur à module CAM soutenant ce code). Les cartes d’accès d’abonnement ne sont pas vendues séparément.

## Autres chaînes admissibles
À part les chaînes du bouquet «Tricolor TV», les abonnés peuvent recevoir le signal de quelque chaînes de télévision et de radio de l’accès libre (FTA). Pour les propriétaires du récepteur numérique satellite GS-8304, les canaux FTA à accès libre ne sont pas accessibles à cause des particularités du logiciel.

## Options

### Guide de programme électronique
Téléguide (EPG) est un programme électronique d’émissions qui est affichée sur l’écran du téléviseur. Le téléguide affiche l’horaire des programmes pour chaque chaîne de « Tricolor TV » et l’information détaillée : genre d’émission, année de création, casting, limitation d’age etc. Un téléprogramme affiche les émissions pour la semaine suivante.

### Téléchat
« Téléchat » est un service d’affichage des messages envoyés à l’aide d’une téléphone cellulaire ou d’Internet dans une fenêtre spéciale de l’écran. La fenêtre du chat est activée par un bouton  * ou  ?  sur une télécommande du récepteur. Le chat permet de communiquer avec d’autres téléspectateurs, d’échanger d’opinions, de partager ses émotions. Le service peut être utilisé avec les canaux «Chasseur et pêcheur», «Kinopokaz», «Teen TV» ; auparavant il était également possible de l'utiliser avec les canaux «Télévoyages» et «Club de nuit», et un projet pour l’ajouter aux chaînes du bouquet «Académie de cinéma» est en cours.

### Télétexte
Dès le 29 mai 2009, une possibilité de regarder le télétexte arrive sur la Première chaîne. Le télétexte permet de recevoir l’accès aux informations politiques, économiques et sportives, aux cours des devises, à la météo et aux blocs d’information divertissante. En plus, sur la Première chaîne, il y a un affichage des émissions à sous-titres cachés. Le télétexte est présent sur le canal «TV Centre».

### Poste TV
Chaque abonné peut créer sa boîte mail avec l’adresse ***@tricolortv.ru sur le site de «Tricolor TV». À l’aide de cette boîte ou SMS, on peut envoyer des messages et des images à n’importe quel abonné qui a une boîte mail Tricolor TV. Le message est affiché sur l'écran du téléviseur par une icône en forme d’une enveloppe qu'on peut ouvrir et lire.
Cependant les messages de l’opérateur sont affichés même en cas d’absence de la boîte. Le souhait de ne plus recevoir ces messages (par exemple, les lettres avec les résultats de matchs) n’est pas pris en compte.

### «Tricolor-Internet»
Dès le 1er février 2010, Tricolor-TV a commencé à offrir un service d’accès à l’Internet par satellite, la vitesse du signal d’entrée est de 1024 kilobits par seconde.
Les données sont transmises à l’ordinateur de l’usager par satellite. La demande est effectuée à l’aide du modem GPRS satellitaire. Le fournisseur des services GPRS peut être n’importe quel opérateur de téléphonie mobile agissant sur ce territoire. Le trafic Internet de sortie est payé selon un tarif de l’opérateur choisi. Durant 2010, l’accès était gratuit. Dès 2011, il y a trois tarifs 99, 699 et 999 roubles par mois. (vitesse maximale 128, 512 et 1024 kilobits par seconde).

### Académie de cinéma Tricolor TV
Dès le 27 décembre, les abonnés de «Tricolor TV» recevant le signal de satellite Eutelsat W4 et W7 ont reçu l’accès à un nouveau service. L’«Académie de cinéma «Tricolor TV» est un service permettant de regarder les chefs-d’œuvre du cinéma, les nouveautés et les films préférés à des heures confortables.
L’«Académie de cinéma Tricolor TV» n’est pas un club élitiste de cinéphiles. L’«Académie de cinéma» projette des films des genres différents. Les «Séances» vont dans les 4 «Salles» thématiques:
- «Première salle (verte)» — mélodrames, drames historiques, détectives ;
- «Deuxième salle (orange)» — comédies, films pour les enfants, bandes dessinées ;
- «Troisième salle (bleue)» — films d’action et fiction;
- «Quatrième salle (noire)» — thrillers, horreurs.

Les séances passent par intervalle, le répertoire se renouvelle une fois par semaine.
Pour recevoir l’accès à un film dans une des salles, il faut acheter un billet comme dans un cinéma ordinaire. L’accès à une «salle» choisie sera ouverte à un téléspectateur durant une heure après le paiement à travers son profil ou à l’aide d’un SMS. Le service «Académie de cinéma «Tricolor TV» exige un petit paiement. Les annonces des films, l’horaire des séances et d’autres informations utiles sont publiées sur le site de Tricolor TV, et sur un canal d’information «Tricolor TV».
Le service de l’«Académie de cinéma Tricolor TV» est ouvert aux propriétaires de l’équipement de réception de 13e série (ID de cet équipement a un format **13********, le 3-me et 4e chiffres de ID sont 13) et aux propriétaires de l’équipement à numéro ID de 14 chiffres.

### Salles de cinéma Tricolor TV
Dès le 1er juillet 2011, «Tricolor TV» a lancé un nouveau service «Salles de cinéma Tricolor TV» qui permet de regarder chaque jour jusqu’à 12 films. Jusqu’à la fin de 2011, le service est gratuit. Les «Salles de cinéma Tricolor TV» sont un service proposant 12 films sur 12 "écrans" soit 144 séances par jour. Les séances commencent toutes les 30 minutes. Chaque jour, l’horaire des «Salles de cinéma Tricolor TV» se renouvelle en ajoutant un nouveau film ; et en 12 jours l'offre a été complètement renouvelée. Le service proposent des films russes et étrangers récents. Le service est ouvert à tous les abonnés du bouquet «Super-Optimum» et à ceux qui ont l’équipement de réception du signal MPEG-4 (modèles: GS-8300, GS-8300M, GS-8300N, GS-8304).

## Charité
Fin 2007, la NSK a commencé un programme de charité en installant des équipements de télévision satellitaire dans les établissements sociaux de Russie. Lors de la réalisation de ce programme, des équipements de «Tricolor TV» sont installés gratuitement dans des orphelinats et des maisons de retraites sur un territoire de 68 sujets de la fédération de Russie. L’objectif est de procurer aux enfants l’accès aux ressources d’éducation et de formation, afin de contribuer à leur développement et à leur adaptation sociale. Le financement du programme se fait par les organisateurs : ZAO «Natsionalnaya sputnikovaya kompaniya», un des plus grands opérateurs satellitaires Eutelsat Communications, le réseau des magasins spécialisés NoLimit Electronics et les diffuseurs régionnaux autorisés de «Tricolor TV».
Vers le début 2010, plus de 300 équipements avaient été installés sur le territoire de 8 sujets de la fédération de Russie.